# Дэнис, Диллон
Диллон Дэнис (англ. Dillon Danis, род. 22 августа 1993, Нью-Джерси) — американский боец смешанного стиля, представитель полусредней весовой категории. Выступает на профессиональном уровне начиная с 2018 года под эгидой Bellator, известен по участию в турнирах бойцовской организации Bellator, а также благодаря совместным тренировкам с Конором Макгрегором в зале Straight Blast Gym - Ireland.

## Биография
Диллон Дэнис родился 22 августа 1993 года в армянской семье в Нью-Джерси. Начал заниматься бразильским джиу-джитсу в возрасте 15 лет в академии Джеймса Круза. Когда Диллону исполнилось 19, он решил стать профессионалом и переехал в академию Марсело Гарсии. Благодаря тяжелому труду он и выиграл самые престижные турниры в 2014, вследствие чего он получил чёрный пояс 13 апреля 2015.
В 2016 году он был приглашен, как спарринг-партнёр, в зал Конора Макгрегора, где помогал ирландской звезде готовиться к поединку против Нейта Диаза на UFC 202. Так он стал одной из звезд этого зала.

## Начало профессиональной карьеры
Дебютировал в смешанных единоборствах на профессиональном уровне 28 апреля 2018 года, на турнире Bellator 198, победив своего соперника на отметке 1:38 первого раунда скручиванием пятки.
14 июня 2019 года провёл второй бой под эгидой Bellator, выиграв на отметке 4:28 первого раунда рычагом локтя.

## Статистика
| Победа | 2-0 | Max Humphrey | Болевой приём (Рычаг локтя)       | Bellator 222 | 14 июня 2019   | 1 | 4:28 | Нью-Йорк, США |  |
| Победа | 1-0 | Kyle Walker  | Болевой приём (Скручивание пятки) | Bellator 198 | 28 апреля 2018 | 1 | 1:38 | Чикаго, США   |  |

## Достижения
- Победитель IBJJF Pan Championship No-Gi (2016)
- Победитель IBJJF New York Spring Open (2016)
- Победитель IBJJF Boca Raton Open (2015)
- Победитель IBJJF World Championship (2014 коричневый пояс)
- Победитель UAEJJF Abu Dhabi World Pro (2014 коричневый пояс)
- Победитель IBJJF World Championship No-Gi (2014 коричневый пояс)
- Победитель IBJJF Pan Championship (2014/2013 коричневый пояс)
- Победитель IBJJF Pan Championship No-Gi (2014/2013 коричневый пояс)
- Победитель IBJJF New York Summer Open (2014 коричневый пояс)
- Победитель IBJJF New York Spring Open (2015 коричневый пояс)
- Второе место IBJJF New York Spring Open (2015 коричневый пояс)
- Третье место IBJJF Pan Championship No-Gi (2013 коричневый пояс, 2012 фиолетовый пояс)